# Klitter (dokumentarfilm)
Klitter er en dansk naturfilm fra 1957.

## Handling
Filmen fortæller om problemet med sandflugt ved den jyske vestkyst. Optagelser af klitter langs Jyllands vestkyst. Sandflugt på strandflade og i klit. Den tilsandede kirke ved Skagen er ødelagt af sandflugt. Plantning af hjelme og marehalm og efterfølgende bjergfyr og rødgran. Dannelse af klitsøer i landskabet.